# یواس‌اس پرینگل (دی‌دی-۴۷۷)
یواس‌اس پرینگل (دی‌دی-۴۷۷) (به انگلیسی: USS Pringle (DD-477)) یک کشتی است که طول آن 376 ft 6 in (114.7 m) می‌باشد. این کشتی در سال ۱۹۴۲ ساخته شد.